# KK Cedevita
Maillots
Le Košarkaški klub Cedevita Junior est un club croate de basket-ball basé à Zagreb. Le club appartient à l'élite du championnat croate.

## Historique

Ancien logo (2005-2016)

Le KK Cedevita participe à l'Eurocoupe lors de la saison 2010-2011 et finit troisième de la compétition. Le club joue aussi en Ligue adriatique où il finit 7e (14-12).
En 2014, le Cedevita (une équipe jeune dont les principaux joueurs sont les pivots Miro Bilan, Jusuf Nurkić et Tomislav Zubčić, ainsi que Goran Suton et le vétéran Marino Baždarić) atteint la finale de la Ligue adriatique qu'il perd face au rival zagrébois du Cibona Zagreb. Le Cedevita prend sa revanche en championnat de Croatie où il bat le Cibona (3 manches à 0) et remporte son premier titre. Il remporte aussi la coupe de Croatie.

## Noms successifs
- 1991-1994 : KK Botinec
- 1994-2005 : KK Hiron Botinec
- 2005-2019 : KK Cedevita
- 2019- : KK Cedevita Junior

## Palmarès
- Vainqueur de la coupe de Croatie en 2012, 2014, 2015, 2016, 2017, 2018 et 2019
- Vainqueur du championnat de Croatie en 2014, 2015, 2016, 2017 et 2018

## Joueurs et personnalités du club

### Entraîneurs successifs
- Jaksa Vulic
- 2010-2011 : Aleksandar Petrović
- 2013-2015 : Jasmin Repeša
- 2015-2017 : Veljko Mršić
- 2017-2018 : Jure Zdovc
- 2018 : Sito Alonso
- 2018- : Slaven Rimac

### Joueurs célèbres ou marquants
- Nemanja Gordić
- Andrija Žižić
- Marino Baždarić
- Jusuf Nurkić
- Derwin Kitchen
- Mickaël Gelabale
- Aleksandar Petrović
- Dontaye Draper
- Matjaž Smodiš
- Slobodan Subotić
- Jermaine Anderson
- Tomislav Zubčić